# Ziegelhütte (Markt Bibart)
Ziegelhütte  (fränkisch: Ziechlhiddn bzw. Bain Zabf) ist ein Wohnplatz des Marktes Markt Bibart im Landkreis Neustadt an der Aisch-Bad Windsheim (Mittelfranken, Bayern).

## Geografie
Die einstige Einöde ist mittlerweile Haus Nr. 20 und 24 der Bamberger Straße (=B 8) des Gemeindeteils Markt Bibart. Diese bilden mit einigen weiteren Gebäuden eine kleine Siedlung, die 0,4 km nördlich des Ortszentrums liegt. Im unbebauten Zwischenraum fließt der Flutgraben von links der Bibart zu, die selbst weniger als 150 Meter vom Siedlungsplatz entfernt ist.

## Geschichte
Der Ort wurde 1470 im ältesten Salbuch des Hochstifts Würzburg unter den Gülten des Amtes Neuenburg als „Zigelhütte zu Bibart“ erstmals erwähnt. Im Rahmen des Gemeindeedikts (frühes 19. Jahrhundert) wurde Ziegelhütte dem Steuerdistrikt und  Munizipalgemeinde Markt Bibart zugeordnet. Die namensgebende Anlage zur Ziegelherstellung wurde in der zweiten Hälfte des 20. Jahrhunderts abgerissen, in der Folge wurde der Ortsname 1961 amtlich aufgehoben.

### Einwohnerentwicklung
| Jahr      | 001836 | 001840 | 001861 | 001871 | 001885 | 001900 | 001925 | 001950 |
| Einwohner | 4      | 5      | *      | 9      | 11     | 8      | 10     | 8      |
| Häuser    | 1      | 2      |        |        | 1      | 1      | 2      | 2      |
| Quelle    | [ 5 ]  | [ 6 ]  | [ 7 ]  | [ 8 ]  | [ 9 ]  | [ 10 ] | [ 11 ] | [ 12 ] |

## Religion
Ziegelhütte war römisch-katholisch geprägt und nach St. Marien (Markt Bibart) gepfarrt.